# Тесенов
Тесенов (њем. Tessenow) општина је у њемачкој савезној држави Мекленбург-Западна Померанија. Једно је од 76 општинских средишта округа Пархим. Према процјени из 2010. у општини је живјело 673 становника. Посједује регионалну шифру (AGS) 13060079.

## Географски и демографски подаци
Тесенов се налази у савезној држави Мекленбург-Западна Померанија у округу Пархим. Општина се налази на надморској висини од 80 метара. Површина општине износи 36,0 km². У самом мјесту је, према процјени из 2010. године, живјело 673 становника. Просјечна густина становништва износи 19 становника/km².